# Número (Colombia)
Número es una revista cultural colombiana de circulación trimestral. Lanzada el 13 de julio de 1993 y producto del trabajo de un grupo de once profesionales de diversos campos, fue concebida como un espacio para la cultura, el pensamiento crítico y las artes. La revista busca contribuir a la formación de ciudadanos creativos, activos y con criterio propio. El nombre Número surgió de una lista de 200 posibles y para su director, Guillermo González Uribe, es "La concepción de una utopía. Algo así como escribir los números en letras". Número ha publicado textos de William Ospina, Tomás Eloy Martínez, José Saramago, Eduardo Caballero Calderón, Raúl Gómez Jattin, Antonio Caballero, Günter Grass, Juan Goytisolo, entre otros notables escritores.

## Miembros fundadores
- Guillermo González Uribe

- Ana Cristina Mejía

- William Ospina

- Antonio Morales Riveira

- Luis Ángel Parra

- Liliana Tafur

- Lucas Caballero

- Liliana Vélez

- Víctor Laignelet Sourdís

- Carlos Duque

- Wally Swain